# Alessandro Mantovani
Pour les articles homonymes, voir Mantovani.
Alessandro Mantovani, né en 1814 et mort en 1892, est un peintre italien, surtout connu pour ses fresques décoratives et ses restaurations.

## Biographie
Né à Ferrare, il est actif à  Rome dans la restauration de la Loggie du Vatican et la décoration du Palazzo Quirinale. Il travaille également à la restauration, sous la direction de Filippo Agricola, des fresques de la cage d'escalier du Palais du Latran à Rome. L'un de ses élèves est  Prospero Piatti.